# ترسيم سينغ
ترسيم سينغ داندوار هو مخرج هندي أمريكي ولد في يوم 26 مايو 1961 في مدينة جالاندهار في الهند، قام بإخراج عدة أفلام وفيديوهات موسيقية وينحدر سينغ من سيخ البنجاب، شارك بعمل أغاني مع فرقة إين فوجي وأيضاً مع إنريكيه إغليسياس ومع بينك وبريتني سبيرس وبيونسيه وأيضاً مع المغني المصري عمر دياب، كما أخرج فيلم ذا سيل وألذي كان من بطولة جينيفر لوبيز وفيلم المخلدون في سنة 2011، كما قام بإخراج عدة اعلانات لشركات عالمية مثل بيبسي ونايك.

## روابط خارجية
- ترسيم سينغ على موقع IMDb (الإنجليزية)
- ترسيم سينغ على موقع ألو سيني (الفرنسية)
- ترسيم سينغ على موقع أول موفي (الإنجليزية)
- ترسيم سينغ على موقع بوكس أوفيس موجو (الإنجليزية)
- ترسيم سينغ على موقع قاعدة بيانات الأفلام السويدية (السويدية)
- ترسيم سينغ على موقع ديسكوغز (الإنجليزية)
- ترسيم سينغ على موقع قاعدة بيانات الفيلم (الإنجليزية)
- ترسيم سينغ على موقع كينوبويسك (الروسية)